# 嘉定報

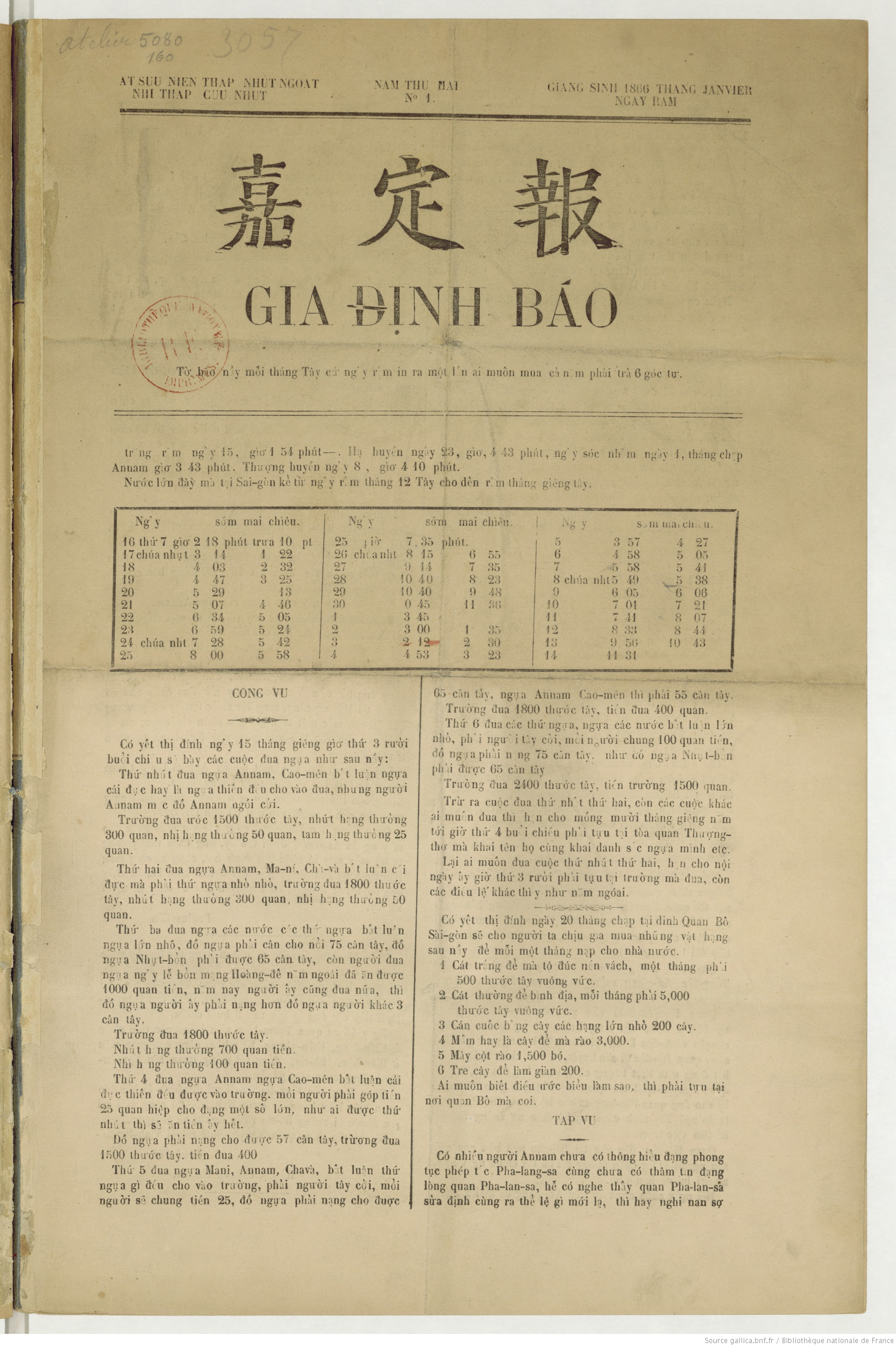
嘉定報

《嘉定報》（越南语：／）是越南歷史上第一份以越南國語字發行的報紙，具有從封建傳統漢喃字轉變到現代國語字的時代意義。

## 歷史
嘉定報於1865年4月15日開始發行，由法國籍通譯員Ernest Potteaux擔任首任發行人兼主編。直到1869年5月16日，改由張永記擔任發行人兼主編，黃靜果擔任主筆。這份報紙於1897年12月結束發行。

## 規格
《嘉定報》的尺寸為25x32cm，初期為月刊，後來陸續改為半月刊及週刊，每期頁數約4至12頁。發行範圍主要在法軍佔領的南圻六省。

## 內容
在法國人擔任發行人期間，《嘉定報》的角色較像法國殖民政府的公報，刊載的內容主要有二類：第一類是公務，刊載政治議題、法規、公文、議定與公告等。第二類為雜務，刊載各地方關於經濟、宗教、文化與社會等新聞。
在張永記擔任發行人兼主編期間，《嘉定報》開始發表一些關於越南的考究、評論、創作、歷史、文學、童話等內容的文章。